# Шарипов, Марсель Фанизович
Марсель Фанизович Шарипов (18 апреля 1985, Чайковский, Пермский край) — российский биатлонист, чемпион и призёр чемпионата России по биатлону, призёр чемпионата России по летнему биатлону, призёр чемпионата мира по биатлону среди юниоров. Мастер спорта России.

## Биография
Первый тренер — В. П. Чернышев. На взрослом уровне представлял Удмуртию, позднее Мордовию, тренировался под руководством А. И. Суслова, М. В. Ткаченко.
В 2006 году на чемпионате мира по летнему биатлону среди юниоров в Уфе завоевал бронзовые награды в спринте и серебряные — в гонке преследования в соревнованиях на лыжероллерах, на том же турнире участвовал в соревнованиях по кросс-биатлону, но менее удачно.
На взрослом уровне принимал участие в чемпионате мира по летнему биатлону 2010 года в Душники-Здруй, занял 26-е место в спринте и 24-е — в пасьюте. Стартовал на этапах Кубка IBU по летнему биатлону.
На чемпионате России выигрывал золотые медали в 2008 году в смешанной эстафете, в 2010 году в командной гонке и эстафете, также был серебряным призёром в 2010 году в гонке патрулей и в 2013 году в командной гонке. На чемпионате страны по летнему биатлону в 2013 году завоевал бронзу в индивидуальной гонке. Становился победителем этапов Кубка России.
Завершил спортивную карьеру в 2014 году. Работает тренером в ССШОР по биатлону г. Ижевска. Принимает участие в соревнованиях ветеранов.
Окончил Удмуртский государственный университет (2010).